# Marie-poupée
Marie-poupée è un film del 1976, diretto da Joël Séria, con Fanny Ardant. 

## Trama
La diciassettenne Marie, orfana di entrambi i genitori, che abita con i nonni in una cittadina francese, fa la conoscenza di Claude, un commerciante e collezionista di bambole, ed in breve tempo i due si sposano.
In una camera d'albergo, durante il viaggio di nozze, Claude chiede a Marie di indossare un abito che egli aveva portato, molto simile ad un vestitino da bambola, e gli stivali, e le propone un gioco: Marie dovrà stendersi sul letto ad occhi chiusi e permettere che Claude la manovri come fosse una bambola. Claude la spoglia del vestito appena indossato, e degli stivali, la porta nella vasca da bagno e incomincia a lavarla, mentre ripete che ama molto prendersi cura delle bambole. Marie dice di aver molto gradito il gioco. Tant'è.
La coppia inizia la vita in comune nella villa di campagna di Claude, ed ogni sera, nella camera da bambola allestita appositamente per la moglie, il gioco viene ripetuto. Più avanti qualche incomprensione si sviluppa fra Marie e il marito. Messa sull'avviso da Sergio, l'uomo che si occupa degli animali del possedimento di Claude, appare che Marie aspiri a qualcosa di più che non essere trattata come una bambola.
Una sera, Claude è in viaggio di affari, quando nella propria camera d'albergo vede una bambina di sei anni che sta guardando ammirata le bambole. Gliene regala una, e le propone il gioco, che la bambina accetta. Intanto, a casa, Marie è andata da Sergio, e i due si accingono ad avere un rapporto sessuale, quando Marie, forse a causa di un repentino inasprimento del comportamento di Sergio, smette di essere consenziente, e, per liberarsi, colpisce l'uomo al fianco con una coltellata. Marie inizia a correre nel parco della villa, quando batte la testa violentemente contro il ramo di un albero, e cade al suolo.
Una ragazza nota in un negozio una bambola che ha il preciso aspetto di Marie. Il gestore le spiega che le è stata portata da una anziana signora, la cui nipote era morta, dice il negoziante ripetendo le confuse parole della vecchia, proprio per essere troppo simile ad una bambola. 